# Casa a la plaça de l'Església (Darnius)
La Casa a la plaça de l'Església és una obra de Darnius (Alt Empordà) inclosa a l'Inventari del Patrimoni Arquitectònic de Catalunya.

## Descripció
Edifici entre mitgeres situat al centre del poble. És un edifici de planta baixa i dos pisos, amb façana arremolinada i teulat a dues vessants. Tot i que no podem veure el parament original, sí que són importants les obertures d'aquesta construcció. Trobem dos tipus d'obertures segons els carrues utilitzats. Uns són d'un material més fosc, d'un color gris, mentre que altres són de color blanc. Aquestes últimes són la finestra en arc rebaixat de la planta baixa, i la finestra del primer pis, allindada i amb una flor de llis a la llinda. Aquest element decoratiu, es repeteix a la porta d'accés de l'edifici.